# Willy Huber
Wilhelm Willy Huber (ur. 17 grudnia 1913 w Zurychu, zm. 19 sierpnia 1998 w Küsnacht) – szwajcarski piłkarz, reprezentant kraju.

## Kariera klubowa
Swoją przygodę z futbolem rozpoczął w zespole FC La Sarraz. Następnie w 1930 został zawodnikiem FC Blue Stars Zurych, w którym występował przez trzy sezony na najwyższym szczeblu rozgrywkowym. W 1934 przeszedł do Grasshopper Club. 
W klubie tym grał przez 9 lat i czterokrotnie zdobywał mistrzostwo Szwajcarii w sezonach 1936/37, 1938/39, 1941/42 i 1942/1943. Siedmiokrotnie wygrywał ze stołecznym klubem Puchar Szwajcarii w sezonach 1933/34, 1936/37, 1937/38, 1939/40, 1940/41, 1941/42 i 1942/43. Karierę zakończył w FC Zürich.

## Kariera reprezentacyjna
W reprezentacji zadebiutował 19 listopada 1933 w meczu przeciwko reprezentacji Niemiec, który jego zespół przegrał 0:2. W 1934 Heini Müller, ówczesny selekcjoner reprezentacji Szwajcarii powołał Hubera na Mistrzostwa Świata. Nie zagrał w żadnym spotkaniu. Razem z ekipą osiągnął na włoskim turnieju ćwierćfinał. 
W 1938 Karl Rappan powołał go na MŚ 1938. Na tym turnieju był podstawowym bramkarzem i zagrał w 3 spotkaniach: dwukrotnie z Niemcami (1:1 i 4:2), a także w ćwierćfinale z Węgrami przegranym 0:2. Po raz ostatni w reprezentacji zagrał 1 listopada 1942 w przegranym 0:3 spotkaniu z Węgrami. Łącznie Huber w latach 1933–1942 wystąpił w 16 spotkaniach.
| Mecze i gole w reprezentacji | Mecze i gole w reprezentacji | Mecze i gole w reprezentacji | Mecze i gole w reprezentacji | Mecze i gole w reprezentacji | Mecze i gole w reprezentacji | Mecze i gole w reprezentacji |
| #                            | Data                         | Miasto                       | Przeciwnik                   | Gol                          | Wynik                        | Rozgrywki                    |
| ---------------------------- | ---------------------------- | ---------------------------- | ---------------------------- | ---------------------------- | ---------------------------- | ---------------------------- |
| 1.                           | 19.11.1933                   | Zurych                       | III Rzesza                   |                              | 0:2                          | towarzyski                   |
| 2.                           | 03.12.1933                   | Florencja                    | Włochy                       |                              | 2:5                          | Puchar Mitropa               |
| 3.                           | 19.09.1937                   | Wiedeń                       | Austria                      |                              | 3:4                          | Puchar Mitropa               |
| 4.                           | 06.02.1938                   | Kolonia                      | III Rzesza                   |                              | 1:1                          | towarzyski                   |
| 5.                           | 13.03.1938                   | Zurych                       | Polska                       |                              | 3:3                          | towarzyski                   |
| 6.                           | 03.04.1938                   | Bazylea                      | Czechosłowacja               |                              | 4:0                          | Puchar Mitropa               |
| 7.                           | 01.05.1938                   | Mediolan                     | Portugalia                   |                              | 2:1                          | El. MŚ 1938                  |
| 8.                           | 21.05.1938                   | Zurych                       | Anglia                       |                              | 2:1                          | towarzyski                   |
| 9.                           | 04.06.1938                   | Paryż                        | III Rzesza                   |                              | 1:1                          | MŚ 1938                      |
| 10.                          | 09.06.1938                   | Paryż                        | III Rzesza                   |                              | 4:2                          | MŚ 1938                      |
| 11.                          | 12.06.1938                   | Lille                        | Węgry                        |                              | 0:2                          | MŚ 1938                      |
| 12.                          | 18.09.1938                   | Dublin                       | Irlandia                     |                              | 0:4                          | towarzyski                   |
| 13.                          | 06.11.1938                   | Lozanna                      | Portugalia                   |                              | 1:0                          | towarzyski                   |
| 14.                          | 20.11.1938                   | Bolonia                      | Włochy                       |                              | 0:2                          | towarzyski                   |
| 15.                          | 02.04.1939                   | Zurych                       | Węgry                        |                              | 3:1                          | towarzyski                   |
| 16.                          | 01.11.1942                   | Budapeszt                    | Węgry                        |                              | 0:3                          | towarzyski                   |

## Sukcesy
Grasshopper Club Zürich
- Mistrzostwo Swiss Super League (4): 1936/37, 1938/39, 1941/42, 1942/43
- Puchar Szwajcarii (7): 1933/34, 1936/37, 1937/38, 1939/40, 1940/41, 1941/42 i 1942/43